# Елі (Міннесота)
Елі (англ. Ely) — місто (англ. city) в США, в окрузі Сент-Луїс штату Міннесота. Населення — 3268 осіб (2020).

## Географія
Елі розташоване за координатами 47°54′18″ пн. ш. 91°51′11″ зх. д. / 47.90500° пн. ш. 91.85306° зх. д. (47.905099, -91.853013).  За даними Бюро перепису населення США в 2010 році місто мало площу 7,09 км², з яких 7,07 км² — суходіл та 0,01 км² — водойми. В 2017 році площа становила 7,76 км², з яких 7,74 км² — суходіл та 0,02 км² — водойми.

### Клімат
| Клімат : Елі                 | Клімат : Елі | Клімат : Елі | Клімат : Елі | Клімат : Елі | Клімат : Елі | Клімат : Елі | Клімат : Елі | Клімат : Елі | Клімат : Елі | Клімат : Елі | Клімат : Елі | Клімат : Елі | Клімат : Елі |
| Показник                     | Січ.         | Лют.         | Бер.         | Квіт.        | Трав.        | Черв.        | Лип.         | Серп.        | Вер.         | Жовт.        | Лист.        | Груд.        | Рік          |
| Абсолютний максимум, °C      | 9,4          | 13,3         | 18,9         | 30,0         | 34,4         | 37,8         | 35,6         | 36,1         | 36,1         | 29,4         | 21,1         | 12,2         | 37,8         |
| Середній максимум, °C        | −10          | −5           | 1,7          | 9,4          | 18,3         | 22,8         | 25,6         | 23,9         | 17,8         | 10,0         | 0,0          | −7,2         | 9,0          |
| Середній мінімум, °C         | −22,8        | −18,9        | −12,2        | −3,3         | 5,0          | 10,6         | 13,3         | 12,2         | 6,7          | 0,6          | −8,3         | −15,6        | −2,7         |
| Абсолютний мінімум, °C       | −42,2        | −42,8        | −41,1        | −23,9        | −9,4         | −2,2         | 3,9          | 1,1          | −4,4         | −13,9        | −31,1        | −40          | −42,8        |
| Норма опадів, мм             | 27           | 19           | 31           | 40           | 73           | 106          | 94           | 72           | 92           | 61           | 42           | 25           | 682          |
| ---------------------------- | ------------ | ------------ | ------------ | ------------ | ------------ | ------------ | ------------ | ------------ | ------------ | ------------ | ------------ | ------------ | ------------ |
| Джерело: The Weather Channel |              |              |              |              |              |              |              |              |              |              |              |              |              |

## Демографія
Згідно з переписом 2010 року, у місті мешкало 3460 осіб у 1681 домогосподарстві у складі 814 родин. Густота населення становила 488 осіб/км².  Було 2022 помешкання (285/км²).
Расовий склад населення:
| - 95,9 % — білих - 1,0 % — чорних або афроамериканців - 0,8 % — корінних американців - 0,7 % — азіатів |

До двох чи більше рас належало 1,6 %. Частка іспаномовних становила 1,1 % від усіх жителів.
За віковим діапазоном населення розподілялося таким чином: 16,0 % — особи молодші 18 років, 61,1 % — особи у віці 18—64 років, 22,9 % — особи у віці 65 років та старші. Медіана віку мешканця становила 45,3 року. На 100 осіб жіночої статі у місті припадало 98,6 чоловіків;  на 100 жінок у віці від 18 років та старших — 98,8 чоловіків також старших 18 років.
Середній дохід на одне домашнє господарство  становив 45 793 долари США (медіана — 36 059), а середній дохід на одну сім'ю — 55 719 доларів (медіана — 50 847). Медіана доходів становила 41 690 доларів для чоловіків та 24 437 доларів для жінок. За межею бідності перебувало 15,0 % осіб, у тому числі 21,2 % дітей у віці до 18 років та 13,5 % осіб у віці 65 років та старших.
Цивільне працевлаштоване населення становило 1630 осіб. Основні галузі зайнятості: мистецтво, розваги та відпочинок — 19,7 %, роздрібна торгівля — 18,8 %, освіта, охорона здоров'я та соціальна допомога — 17,7 %.

## Відомі люди
- Джессіка Біл (народилася в місті в 1982) — акторка, співачка, модель